# Serdar Ortaç
Serdar Ortaç (Istanboel, 16 februari 1970) is een Turkse popzanger.

## Biografie
De vader van Serdar Ortaç komt uit Kastamonu en is van Krim-Tataarse afkomst. Zijn moeder komt uit Şanlıurfa.
Serdar Ortaç was van 2014 tot en met 2019 getrouwd met model Chloe Loughnan.

## Discografie

### Albums
- 1994: Așk İçin
- 1996: Yaz Yağmuru
- 1998: Gecelerin Adamı
- 1999: Bilsem ki
- 2002: Okyanus
- 2004: Çakra
- 2006: Mesafe
- 2008: Nefes
- 2010: Kara Kedi
- 2012: Ray
- 2014: Bana Göre Aşk
- 2015: Çek Elini Kalbimden
- 2016: Gıybet
- 2017: Cımbız

### Remixalbums
- 2007: Gold Remix
- 2009: Gold Remix 2009
- 2011: Gold Remix 2011
- 2015: Serdar Bizi Diskoya Götür

### Compilaties
- 2001: Sahibinin Sesi Remix
- 2004: Serdar Ortaç Klasikleri

### Ep's
- 1997: Loco Para Amar

### Singles
- 1994: Karabiberim
- 1994: Aşkın Kitabı
- 1994: Zakkum
- 1994: Hadi Git
- 1994: Değmez
- 1996: Nar Çiçeğim
- 1996: Yaz Yağmuru
- 1996: Ben Adam Olmam
- 1996: Yaz Günü
- 1996: Sana Uzandım
- 1997: Gamzelim
- 1998: Mutsuzsun
- 1998: Nereye
- 1998: Karagözüm
- 2000: Asrın Hatası
- 2000: Bilsem ki
- 2000: Yar Diye Diye
- 2000: Seninki
- 2002: Kabahat
- 2002: Geceleri Yakıp
- 2004: Beni Unut
- 2004: Canıma Minnet
- 2004: İsmi Lazım Değil
- 2006: Sor
- 2006: Dansöz
- 2007: Gitme
- 2007: Mesafe
- 2007: Korkma Kalbim (met Bengü)
- 2007: Gelde
- 2008: Şeytan
- 2008: Gram
- 2008: Nefes
- 2009: Sana Değmez
- 2009: Bu Da Geçer
- 2009: Hadi Çal
- 2009: İki Gözüm
- 2010: Poşet
- 2010: İşim Olmaz
- 2010: Mikrop
- 2010: Haksızlık
- 2010: Kalp Boş (met Nil Özalp)
- 2010: Ne Zaman (met Ahmet Şeker)
- 2010:'' Bebeğim (met Suat Aydoğan)
- 2010: Sanırım (met Andrea Costi)
- 2011: Pitam te posledno (met Emanuela)
- 2011: Yaptığınla Kalma Dünya (met Ayhan Sicimoğlu)
- 2011: Benim Gibi Olmayacak (met Tan Taşçı)
- 2011: Kolayca
- 2011: Elimle
- 2011: Hile
- 2011: Yeşil Su
- 2012: Hayat İzi
- 2012: Üzecek Adam Çok
- 2012: Ne Bu Neşe
- 2012: Hor Görme Şu Garibi
- 2014: Yorum Yok (met Erdem Kınay)
- 2014: Kal Aklımda (met Nil Özalp)
- 2014: Tanrım
- 2014: İzin Ver Aşkım
- 2014: Bana Göre Aşk Yok
- 2015: Konuş - Çek Elini Kalbimden
- 2015: Balım (met Otilia Brumă)
- 2015: Nankör
- 2015: Dedin Yok
- 2015: İki Deli (met Hande Yener)
- 2015: Haber Gelmiyor Yardan (met Bülent Serttaş)
- 2015: Bitti Demeden Bitmez
- 2016: Rahvan
- 2016: Gıybet
- 2016: Abi
- 2016: Sulu Göz
- 2017: Nüans (met Yasin Keleş)
- 2017: Koy Gitsin (met Yaşar Gaga)
- 2017: Havalı Yarim (met Yıldız Tilbe)
- 2017: Yüzyılın Aşkı (met Sinan Akçıl)
- 2017: Seninki (met Ferman Toprak)
- 2017: Cımbız
- 2018: Posta Güvercini
- 2018: Yaz Günü (met Uğur Kirik)
- 2018: Adı Üstünde (met Belma Şahin)
- 2018: Aşka Bağlan (met Ömür Gedik)
- 2018: Sürgün
- 2019: Yadigar
- 2019: Tagy Da (met Ernar Aidar)
- 2020: Ok Çıkmış Yaydan
- 2020: Canı Sağolsun (met Caroline)
- 2020: Ağlamayacağım (met Sinan Akçıl)
- 2020: Sebepsiz Çiçek (met Seçil Gür)
- 2020: Biz İstemezsek
- 2020: Gel De (met Tarık İster)
- 82020: Işığını Benimle Paylaş (met Seçil Gür & Sen Çal Kapımı Oyuncuları)